# Ca l'Esqueu
Ca l'Esqueu és una casa d'Amer (Selva) inclosa a l'Inventari del Patrimoni Arquitectònic de Catalunya.

## Descripció
Edifici entre mitgeres de tres plantes i coberta de doble vessant a façana situada al costat esquerre del carrer Girona. La façana, d'una sola crugia, està arrebossada i pintada a excepció de l'emmarcament de la finestra del primer pis.
La planta baixa consta d'un sòcol granellut i pintat de color gris i d'una porta rectangular feta d'obra de ciment i rajola. El primer pis consta d'una finestra de pedra sorrenca formada per grans blocs i un ampit motllurat. El segon pis té una finestra quadrada de grans dimensions.
El ràfec és de tres fileres de rajola, dues de planes i una amb forma de dent de diamant.

## Història
Casa originària del segle xviii, amb reformes durant el segle xix i xx.